# Égerszög
Égerszög ist eine ungarische Gemeinde im Kreis Edelény im Komitat Borsod-Abaúj-Zemplén.

## Geografische Lage
Égerszög liegt in Nordungarn, 41 Kilometer nordwestlich des Komitatssitzes Miskolc und 20 Kilometer nordwestlich der Kreisstadt Edelény. Die höchste Erhebung auf dem Gemeindegebiet ist der 453 Meter hohe Pitics-hegy. Nachbargemeinden sind Teresztenye, Szőlősardó, Kánó, Imola und Aggtelek. Die nächste Stadt Szendrő befindet sich 12 Kilometer südöstlich von Égerszög.

## Geschichte
Im Jahr 1913 gab es in der damaligen Kleingemeinde 83 Häuser und 354 Einwohner auf einer Fläche von 1875  Katastraljochen. Sie gehörte zu dieser Zeit zum Bezirk Torna im Komitat Abaúj-Torna.

## Sehenswürdigkeiten
- Höhlen (Danca-barlang und Szabadság-barlang)
- Reformierte Kirche, erbaut 1791 im spätbarocken Stil
- Stele der ungarischen Geschichte, erschaffen von Gábor Görcsös und Árpád Kiss
- Weltkriegsdenkmal

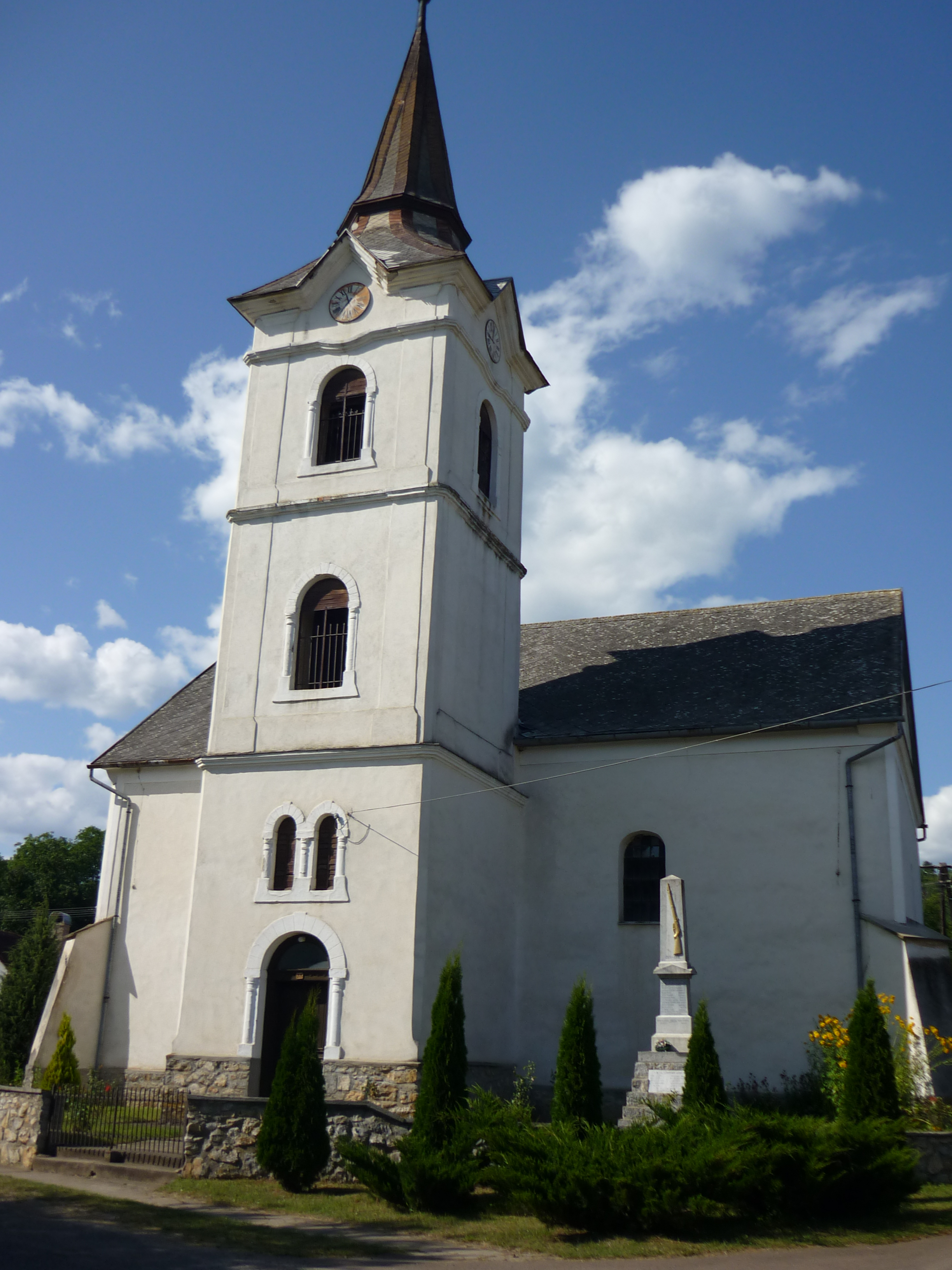
Reformierte Kirche
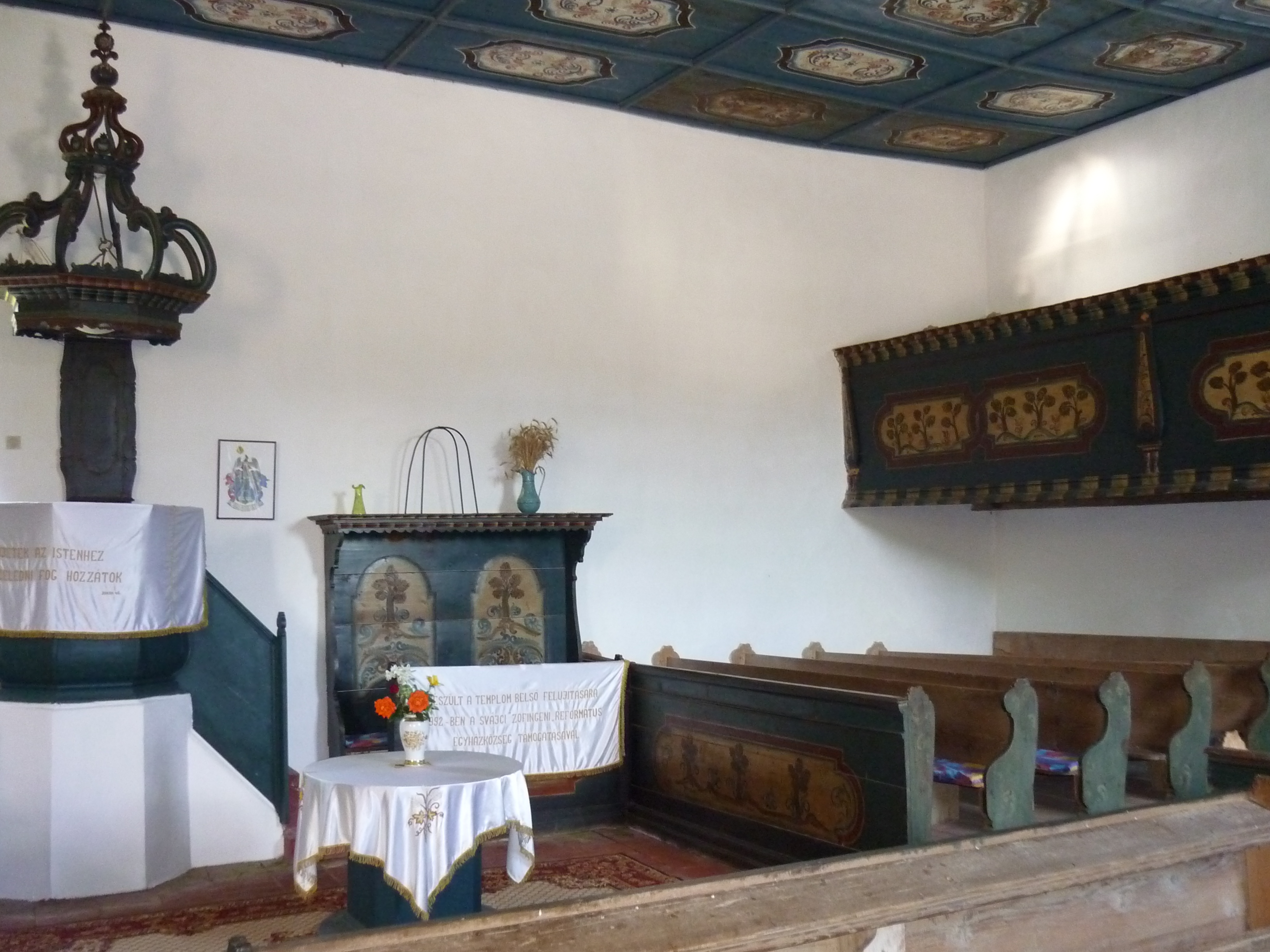
Innenraum der Kirche
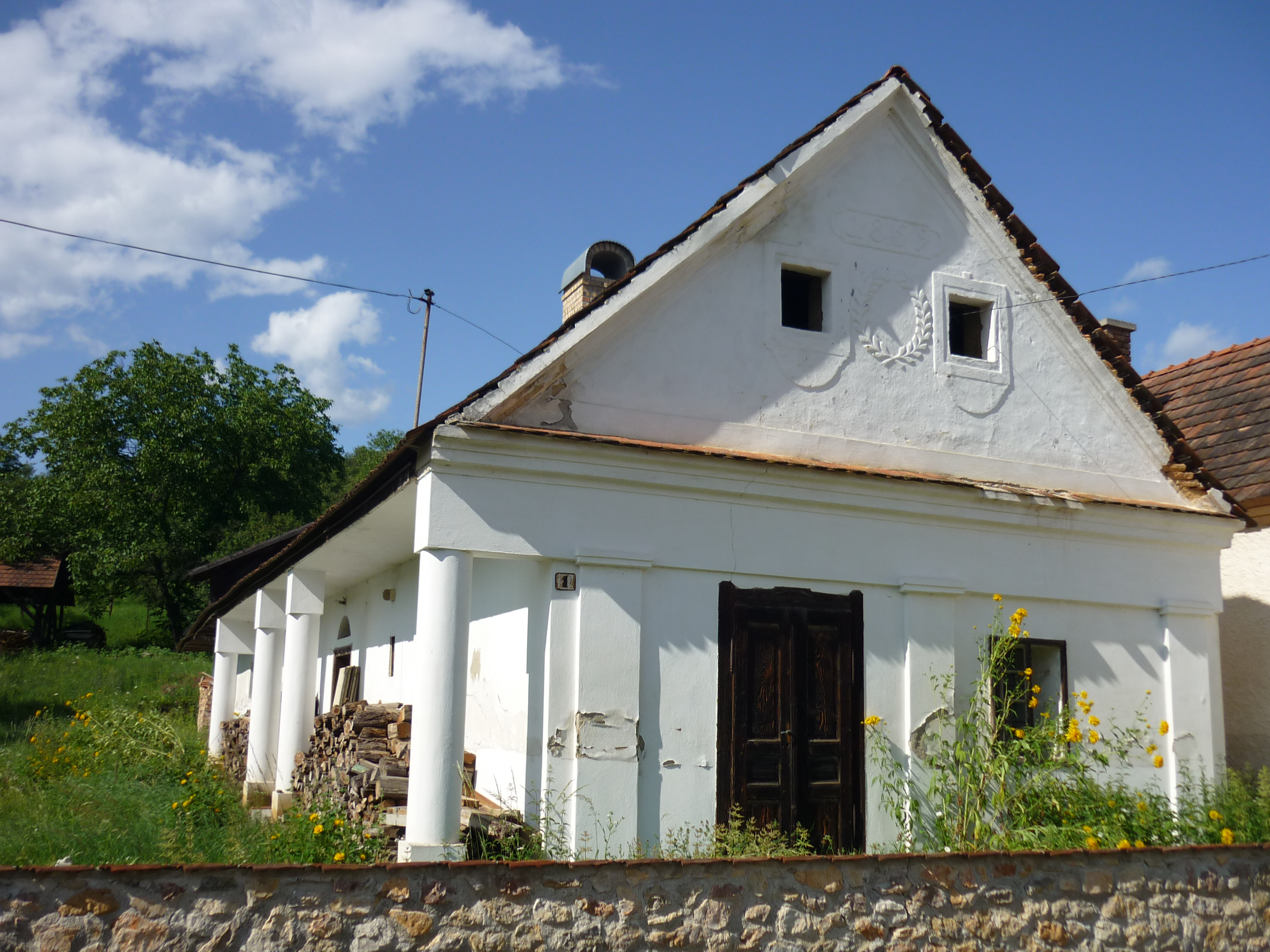
Traditionelles Bauernhaus
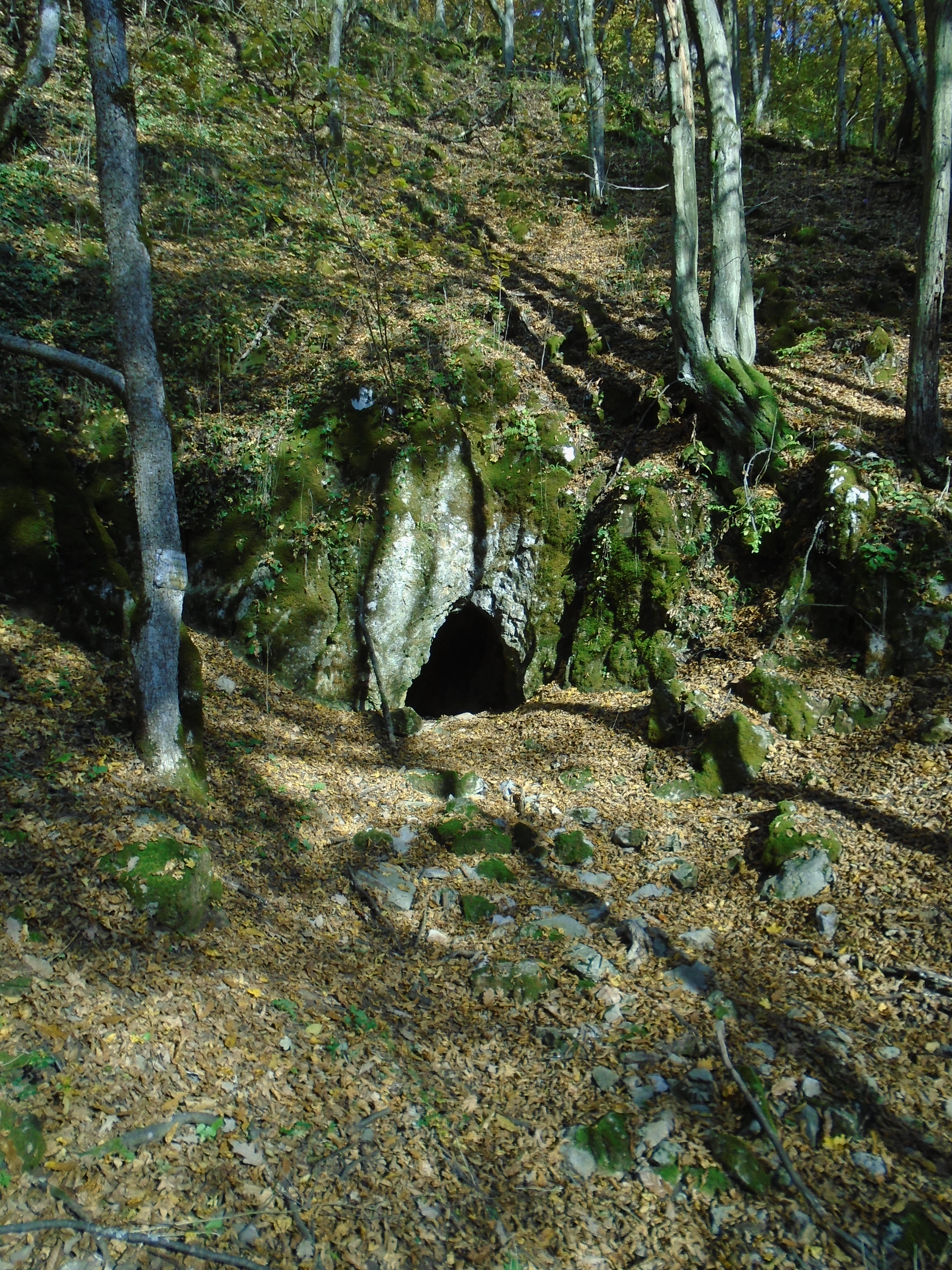
Eingang zur Danca-Höhle

## Verkehr
Égerszög ist nur über die Nebenstraße Nr. 26109 zu erreichen. Es bestehen Busverbindungen über Szőlősardó nach Perkupa, wo sich der nächstgelegene Bahnhof befindet.